# Marcia Andrade Braga
Marcia Andrade Braga es una militar brasileña y actual casco azul que forma parte de la Misión de la Organización de Naciones Unidas en la República Centroafricana (MINUSCA).
Allí, Braga es asesora militar para cuestiones de género. Desde abril de 2018, ha ayudado a entrenar a otros militares y a promover que haya más mujeres en las patrullas que se hacen por todo el país. Las patrullas mixtas han servido para recoger más información sobre las necesidades de hombres, mujeres y niños. Por su trabajo fue galardonada con el premio al Mejor Defensor Militar de las Cuestiones de Género 2019, la distinción más alta que se puede recibir en las Naciones Unidas por quienes trabajan en el área. Braga recibió el premion de manos del Secretario General, António Guterres, en una ceremonia en la Asamblea General. Andrade fue sucedida en abril de 2019 por la oficial naval Carla Monteiro de Castro Araújo, también brasileña.